# Chinese Taipei Open 1984
Die Chinese Taipei Open 1984 im Badminton fanden vom 13. bis zum 15. Januar 1984 in Taipeh, Taiwan, statt. Das Mixed wurde nicht ausgespielt.

## Finalresultate
| Disziplin    | Sieger                           | Finalist                       | Ergebnis           |
| ------------ | -------------------------------- | ------------------------------ | ------------------ |
| Herreneinzel | Morten Frost                     | Hastomo Arbi                   | 15:11, 15:7        |
| Dameneinzel  | Ivanna Lie                       | Helen Troke                    | 12:11, 11:9        |
| Herrendoppel | Thomas Kihlström Stefan Karlsson | Steen Fladberg Jesper Helledie | 15:3, 15:6         |
| Damendoppel  | Gillian Gilks Karen Beckman      | Ruth Damayanti Maria Fransisca | 15:12, 9:15, 17:14 |